# Weidenthal (Nadrenia-Palatynat)
Weidenthal – miejscowość i gmina w Niemczech, w kraju związkowym Nadrenia-Palatynat, w powiecie Bad Dürkheim, wchodzi w skład gminy związkowej Lambrecht (Pfalz).